# Earl of Donoughmore

Wappen der Earls of Donoughmore

Earl of Donoughmore ist ein erblicher britischer Adelstitel in der Peerage of Ireland, benannt nach der Gemeinde Donoughmore im County Cork.
Historischer Familiensitz der Earls war Knocklofty House bei Clonmel im County Tipperary in Irland. Heutiger Familiensitz der Earls ist The Manor House in Bampton, Oxfordshire, England.

## Verleihung, nachgeordnete und weitere Titel
Der Titel wurde am 29. Dezember 1800 für Richard Hely-Hutchinson, 1. Viscount Donoughmore, geschaffen. Dieser war General in der British Army und mehr als zehn Jahre Abgeordneter im irischen House of Commons gewesen.
Der 1. Earl hatte bereits 1788 von seiner Mutter Christiana Hely-Hutchinson, 1. Baroness Donoughmore, den Titel 2. Baron Donoughmore, of Knocklofty in the County of Tipperary, geerbt, der dieser am 16. Oktober 1783 in der Peerage of Ireland verliehen worden war. Zudem war der 1. Earl bereits am 20. November 1797 in der Peerage of Ireland zum Viscount Donoughmore, of Knocklofty in the County of Tipperary, erhoben worden. Am 14. Juni 1821 wurde der 1. Earl zudem in der Peerage of the United Kingdom zum Viscount Hutchinson, of Knocklofty in the County of Tipperary, erhoben worden. Letzterer Titel berechtigte bis 1999 zu einem erblichen Sitz im britischen House of Lords.
Alle vorgenannten Titel wurden mit einem besonderen Zusatz verliehen, so dass sie in Ermangelung eigener Nachkommen des 1. Earls auch an dessen Brüder und deren männliche Nachkommen vererbbar waren. Da der 1. Earl unverheiratet und kinderlos blieb, fielen alle vier Titel an seinen Bruder John Hely-Hutchinson, 1. Baron Hutchinson als 2. Earl. Dieser war ebenfalls General in der British Army und Unterhausabgeordneter gewesen. Im Kampf gegen die französische Ägyptenexpedition hatte er am 21. März 1801 bei Alexandria einen glänzenden Sieg erzielt und war daraufhin am 5. Dezember 1801 in der Peerage of the United Kingdom zum Baron Hutchinson, of Alexandria and of Knocklofty in the County of Tipperary, erhoben worden. Als er 1832 unverheiratet und kinderlos starb, erlosch dieser Baronstitel; die übrigen vier Titel fiel gemäß der besonderen Erbregelung an den ältesten Sohn seines 1827 verstorbenen jüngeren Bruders Francis Hely-Hutchinson, John Hely-Hutchinson als 3. Earl. Dessen Nachfahren führen die vier Titel bis heute.
Der Heir apparent des jeweiligen Earls verwendet den fiktiven Höflichkeitstitel Viscount Suirdale. Man ging ursprünglich irrtümlich davon aus, dass der Titel Viscount Donoughmore mit der territorialen Widmung „of Suirdale in the County of Tipperary“ verliehen worden sei.

## Liste der Barone Donoughmore und Earls of Donoughmore

### Barone Donoughmore (1783)
- Christiana Hely-Hutchinson, 1. Baroness Donoughmore (1732–1788)
- Richard Hely-Hutchinson, 2. Baron Donoughmore (1756–1825) (1800 zum Earl of Donoughmore erhoben)

### Earls of Donoughmore (1800)
- Richard Hely-Hutchinson, 1. Earl of Donoughmore (1756–1825)
- John Hely-Hutchinson, 2. Earl of Donoughmore (1757–1832)
- John Hely-Hutchinson, 3. Earl of Donoughmore (1787–1851)
- Richard Hely-Hutchinson, 4. Earl of Donoughmore (1823–1866)
- John Hely-Hutchinson, 5. Earl of Donoughmore (1848–1900)
- Richard Hely-Hutchinson, 6. Earl of Donoughmore (1875–1948)
- John Hely-Hutchinson, 7. Earl of Donoughmore (1902–1981)
- Richard Hely-Hutchinson, 8. Earl of Donoughmore (1927–2025)
- John Hely-Hutchinson, 9. Earl of Donoughmore (* 1952)

Titelerbe (Heir apparent) ist der älteste Sohn des jetzigen Earls, Richard Gregory Hely-Hutchinson, Viscount Suirdale (* 1980).